# Jonas Kouamouo
Jonas Kouamouo est un pharmacien, homme de science, enseignant à l'UDM et ancien maire de Bangangté au  Cameroun.

## Biographie

### Enfance, éducation et débuts
Jonas Kouamouo est né le 30 juin 1952 à Bamena au Cameroun. Après des études primaires à l'Ouest, il est admis au Collège évangélique de Libamba de 1963 à 1970. Avec un baccalauréat scientifique et à la suite d'une année universitaire à la Faculté des sciences de l’Université fédérale du Cameroun, il obtient en France à l'Université de Reims le diplôme de pharmacien en 1975. En 1980, il obtient un doctorat de 3ᵉ cycle et en 1988 un doctorat d'État en biochimie.

### Carrière
De retour au Cameroun avec sa famille, Jonas Kouamouo travaille à l’hôpital provincial de Bertoua. Après quelques années comme chargé de recherches à l’Institut de recherches médicales et d’études en plantes médicinales (Impm), il devient maître de recherches. Jonas Kouamouo quitte cet institut pour s’établir en clientèle privée en 1990 au centre de Bangangté où il ouvrira la Pharmacie de l'Espoir.
Il entre en politique en 1996 à Bangangté. Il est adjoint au maire et député suppléant durant 3 mandats.
Présent à la création de l'Université des Montagnes, Lazare Kaptué dit de lui qu'il est le "porteur de la filière pharmacie de l'UDM et y a formé des centaines de pharmaciens". Il reste dans le champ universitaire, et est fait vice-doyen de la faculté de médecine de cette Université,.
En 2019, il est élu conseiller municipal puis maire de la commune de Bangangtélors d’une session extraordinaire en replacement de Célestine Ketcha Courtès nommée ministre de l’habitat et du développement urbain,,.
Marié, il est le père de 4 enfants dont les hommes de média Hervé et Théophile Kouamouo.
Jonas Kouamouo meurt soudainement le samedi 6 mars 2021 dans sa résidence à Bangangté,. Il est inhumé le samedi 20 mars 2021 à  Bamena en présence de nombreuses personnalités .

## Distinctions et hommages
- Médaille de Grand officier dans l'ordre national de la valeur[4]